# Eberhard von Mackensen
Friedrich August Eberhard von Mackensen (24 de septiembre de 1889 - 19 de mayo de 1969) fue un general alemán de la Wehrmacht durante la Segunda Guerra Mundial que sirvió como comandante del 1.º Ejército Panzer y del 14.º Ejército, y recibió la Cruz de Caballero de la Cruz de Hierro con Hojas de Roble. Después de la guerra, Mackensen fue juzgado por crímenes de guerra ante un tribunal militar británico en Italia donde fue condenado a pena de muerte; sin embargo la sentencia fue después conmutada y Mackensen fue liberado en 1952, y murió en la Alemania Occidental en 1969.

## Primeros años
Eberhard nació el 24 de septiembre de 1889 en Bromberg, Reino de Prusia, Imperio alemán, el cuarto de cinco hijos del Mariscal de campo August von Mackensen y su esposa Dorothea (nacida von Horn). Mackensen se unió al Ejército Imperial Alemán en 1908, donde se convirtió en Fahnenjunker del XVII Cuerpo estacionado en Danzig, y fue promovido a teniente el 22 de marzo de 1910.

## Carrera militar
Al estallar la Primera Guerra Mundial en 1914, Mackensen sirvió como adjunto regimental en el 1.º Regimiento de Húsares. El 25 de febrero de 1915, fue promovido a teniente primero, pero después de ser gravemente herido el 23 de agosto de 1915, Mackensen fue transferido al Estado Mayor del Grupo de Ejércitos Scholtz. El 20 de mayo de 1917, fue ascendido a capitán.
Tras el armisticio en 1918 que ponía fin a la guerra, Mackensen permaneció en el ejército (ahora el Reichswehr de la República de Weimar), donde sirvió como jefe del 1.º Escuadrón del 5.º Regimiento (Prusiano) a Caballo en Belgard, pero en 1919 se unió al grupo paramilitar Freikorps en los Estados Bálticos. En 1925, Mackensen comandaba el departamento de transporte del ejército del Estado Mayor General del Ministerio del Reichswehr en Berlín. Después de ser seleccionado como mayor el 1 de febrero de 1928, sirvió desde 1930 en el estado mayor de la 1.ª División de Caballería en Frankfurt, y mientras servía en este puesto fue promovido el 1 de octubre de 1932 a teniente coronel.
Desde el 1 de noviembre de 1933, Mackensen fue hecho jefe del estado mayor del Inspectorado General de la Caballería, y fue ascendido a coronel el 1 de septiembre de 1934. Mackensen pasó a ser jefe del estado mayor del X Cuerpo de Ejército en Hamburgo, el sucesor de la caballería de la recién formada Wehrmacht. En 1937, Mackensen se convirtió en comandante de la 1.ª Brigada de Caballería en Insterburg. Fue seleccionado como mayor general el 1 de enero de 1938, y el 1 de mayo de 1939 pasó a ser comandante del Grupo de Ejércitos V en Viena, donde fue jefe de Estado Mayor a las órdenes del Mariscal de Campo Wilhelm List.

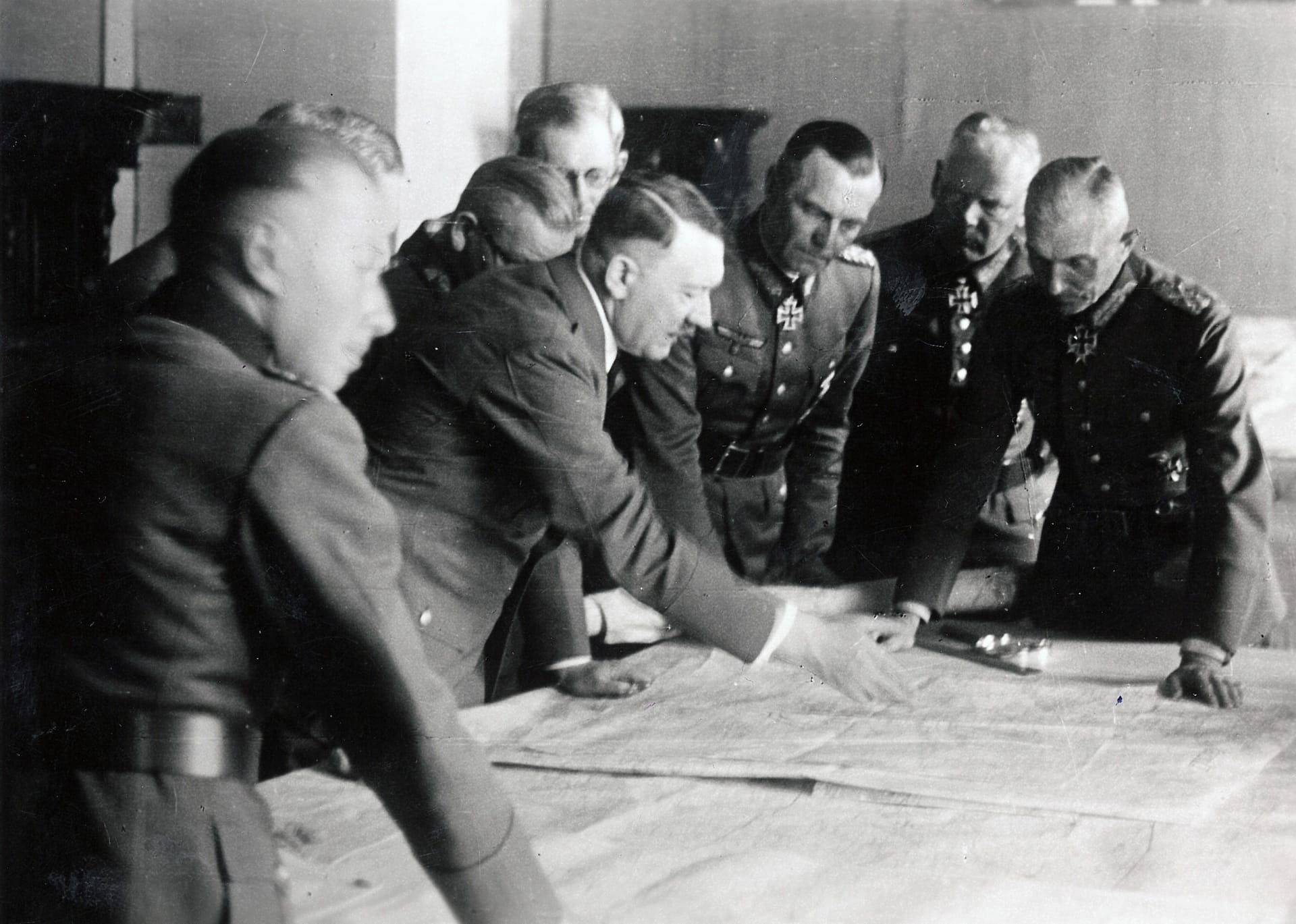
Mackensen (2.º por la derecha).

A principios de la Segunda Guerra Mundial, en septiembre de 1939, Mackensen sirvió como jefe de Estado Mayor del 14.º Ejército alemán en la invasión de Polonia. Después, fue hecho jefe de Estado Mayor del 12.º Ejército y combatió en Francia. El 1 de enero de 1940, fue promovido a teniente general y ocho meses más tarde a General der Kavallerie. El 15 de enero de 1941, Mackensen fue hecho comandante general del III Cuerpo de Ejército encuadrado en el 1.º Ejército Panzer en el Grupo de Ejércitos Sur, y el 27 de julio de 1941, recibió la Cruz de Caballero de la Cruz de Hierro. Las fuerzas de Meckensen fueron las primeras en alcanzar Kiev en la Primera Batalla de Kiev durante la invasión alemana de la Unión Soviética. En noviembre de 1942, cuando el general Paul Ewald von Kleist recibió el mando del Grupo de Ejércitos A, Mackensen tomó el mando del 1.º Ejército Panzer en la Tercera batalla de Járkov en marzo de 1943. Por sus logros en la Segunda Batalla de Járkov, Mackensen fue honrado el 26 de mayo de 1943 con las Hojas de Roble añadidas a su Cruz de Hierro y se le concedió el ascenso a coronel general (Generaloberst) el 6 de julio de 1943.
Poco después de su promoción a Generaloberst, Mackensen fue transferido a Italia como comandante del 14.º Ejército. En marzo de 1944, Mackensen fue el primer oficial sénior en ser informado por Kurt Mälzer, el comandante de la ciudad de Roma, de un ataque partisano contra el Regimiento de Policía SS Bolzano, donde 32 soldados alemanes resultaron muertos. Mälzer había solicitado el inmediato rodeo y ejecución sumaria de los residentes italianos en la Via Rasella, la calle donde se había producido el ataque. Mackensen era un superior de Mälzer y supuestamente rechazó su solicitud por ser "excesiva". Sin embargo, la orden provenía directamente de Adolf Hitler, consultada con el Mariscal de Campo Albert Kesselring y el Generaloberst Alfred Jodl. La materia fue entonces referida a Kesselring, quien era un superior de Mackensen, y discutida con el Mariscal de Campo Wilhelm Keitel, resultando en órdenes que llamaban a la ejecución de diez italianos por cada soldado alemán muerto. Según se reportó, unidades a las órdenes de Mackensen y miembros del Regimiento de Policía Bolzano rechazaron participar en la ejecución, mientras según otras fuentes, el propio Mackensen dio la orden de los disparos. La responsabilidad finalmente cayó en el servicio de seguridad de las SS en Roma, bajo el comando de Herbert Kappler, quien aprobó la acción. Mälzer entonces organizó el escuadrón de fusilamiento liderado por Erich Priebke, un SS hauptsturmführer a las órdenes de Kappler, desencadenando la masacre de las fosas Ardeatinas.
Mackensen se retiró del servicio activo en el ejército en el verano de 1944.

## Juicio
Tras la rendición incondicional de la Alemania nazi en 1945, Mackensen pasó a ser prisionero de guerra, y el 30 de noviembre de 1946 fue declarado culpable de crímenes de guerra por un tribunal militar británico en Roma, donde fue sentenciado a la pena capital. A mediados de 1947, su pena fue conmutada a 21 años de prisión, pero fue liberado del 2 de octubre de 1952, sirviendo solo cinco años de pena. Después de su liberación, Mackensen vivió aisladamente en Alt Mühlendorf (ahora Warder) en Schleswig-Holstein, Alemania Occidental.

## Muerte
Mackensen murió el 19 de mayo de 1969 en Neumünster, a los 79 años.

## Condecoraciones
- Broche de la Cruz de Hierro 2.ª Clase (17 de septiembre de 1939) y 1.ª Clase (2 de octubre de 1939)[3]
- Cruz de Caballero de la Cruz de Hierro con Hojas de Roble
  - Cruz de Caballero el 27 de julio de 1941 como General der Kavallerie y comandante del III. Armeekorps[4]
  - 95.ª Hojas de Roble el 26 de mayo de 1942 como General der Kavallerie y comandante del III. Armeekorps[4]